# Houesville

Houesville este o comună în departamentul Manche, Franța. În 1 ianuarie 2018 avea o populație de 286 de locuitori.